# Арсе (Де Севр)
Арсе (фр. Arçais) насеље је и општина у западној Француској у региону Поату-Шарант, у департману Де Севр која припада префектури Ниор.
По подацима из 2011. године у општини је живело 603 становника, а густина насељености је износила 39,88 становника/km². Општина се простире на површини од 15,12 km². Налази се на средњој надморској висини од 13 метара (максималној 36 m, а минималној 1 m).

## Демографија
| 1962. | 1968. | 1975. | 1982. | 1990. | 1999. | 2011. |
| ----- | ----- | ----- | ----- | ----- | ----- | ----- |
| 677   | 718   | 653   | 524   | 560   | 572   | 603   |

График промене броја становника у току последњих година